# Flèche wallonne 2003
La 67e édition de la course cycliste la Flèche wallonne a été remportée par Igor Astarloa.

## Classement final
| #   | Coureur                  | Pays       | Équipe            |    | Temps           |
| --- | ------------------------ | ---------- | ----------------- | -- | --------------- |
| 1.  | Igor Astarloa            | Espagne    | Saeco             | en | 4 h 39 min 17 s |
| 2.  | Aitor Osa                | Espagne    | iBanesto.com      | +  | 16 s            |
| 3.  | Alexandr Shefer          | Kazakhstan | Saeco             |    | 56 s            |
| 4.  | Unai Etxebarria          | Venezuela  | Euskaltel-Euskadi |    | 1 min 00 s      |
| 5.  | Alexandr Kolobnev        | Russie     | Domina Vacanze    |    | 1 min 06 s      |
| 6.  | Oscar Mason              | Italie     | Vini Caldirola    |    | 1 min 08 s      |
| 7.  | Cristian Moreni          | Italie     | Alessio           |    | 1 min 13 s      |
| 8.  | Ángel Castresana         | Espagne    | ONCE              |    | 1 min 15 s      |
| 9.  | Christophe Moreau        | France     | Crédit agricole   |    | 1 min 19 s      |
| 10. | Eddy Mazzoleni           | Italie     | Vini Caldirola    |    | m.t.            |
| 11. | Danilo Di Luca           | Italie     | Saeco             |    | 1 min 34 s      |
| 12. | Michael Boogerd          | Pays-Bas   | Rabobank          |    | 1 min 36 s      |
| 13. | Óscar Pereiro            | Espagne    | Phonak            |    | 1 min 42 s      |
| 14. | Tyler Hamilton           | États-Unis | Team CSC          |    | 1 min 44 s      |
| 15. | Javier Pascual Rodríguez | Espagne    | iBanesto.com      |    | m.t.            |